# Nutrienți ai solului
Prin nutrienți ai solului se înțeleg diferite elemente chimice existente în soluri, care sunt esențiale pentru creșterea plantelor. Nutrienții necesari în cantitate mare se numesc macronutrienți (C, O, H, N etc.), iar cei necesari într-o cantitate mică se numesc micronutrienți (Fe, Zn, Mg, Cu etc. ). 
Atunci când nutrienții ajung în ape în cantitate mare (în special compuși ai azotului și fosforului), contribuie la poluarea acestora. Studii efectuate în cadrul Programului de mediu pentru Marea Neagră demonstrează că mai mult de jumătate din cantitatea de nutrienți din Dunăre provine din agricultură. Problema poluării cu nutrienți pleacă în special de la nivelul gospodăriilor și anume de la gestionarea și utilizarea necorespunzătoare a gunoiului de grajd în agricultură. [nefuncțională]